# 魔法のプリンセス ミンキーモモ
『魔法のプリンセス ミンキーモモ』（まほうのプリンセス ミンキーモモ）は、1982年（昭和57年）と1991年（平成3年）に放送された魔法少女アニメ。葦プロダクション製作。総監督は湯山邦彦、原案・構成は首藤剛志。
なお、一部のファンは、1982年のシリーズ（第1作）を「空モモ」、1991年のシリーズ（第2作）を「海モモ」と、仇名している。これは作中に登場する夢の国の場所に由来している。本項でも必要に応じてこの呼称を使用する。

## 概要
夢の国からきた少女ミンキーモモが、魔法の力で大人に変身し、人々の夢を守るために活躍するというストーリー。
第1作は1982年3月18日から1983年5月26日まで、全63話がテレビ東京系列で放映された。空にある夢と魔法の国「フェナリナーサ」から、イヌ、トリ、サルの3匹のお供をつれてやってきた12歳の少女ミンキーモモ（通称：モモ）が毎回、事件に遭遇しては大人になる魔法で18歳のプロフェッショナルに変身し、活躍する。そして、地球の人々に夢と希望を持つことを思い出させていくというストーリーが、夢の実現をテーマとしてコミカルに語られた。
基本的には女児人気が高かった。一方、旧来の魔法少女ものの通念を覆す斬新さを含んだ作風や「暴走」とも評される脚本やクオリティの高い作画が評価され、所謂おたく の間でも人気があった。呪文とダンスを組み合わせたミンキーモモの変身シーンは、後年の作品に大きな影響を与えることとなる。翌1983年放映の『魔法の天使クリィミーマミ』とともに、第2期魔法少女ブームを形成した。
第2作は1991年10月2日から1992年12月23日まで、全62話が日本テレビ系列で放映された。第38話から『魔法のプリンセス ミンキーモモ 夢を抱きしめて』に改題された。この作品は、海底に沈んだ夢と魔法の国「マリンナーサ」から2人目のミンキーモモがやってくるという設定で、1作目の後日談となる正当な続編である。前作をほぼ踏襲した構成だが、現実の社会問題が多くの回にテーマとして組み込まれており、前作よりも重いストーリーとなっている。
なお、ファンの間では両シリーズおよびその主人公を区別するため、第1作を「空モモ」、第2作を「海モモ」と呼ぶのが通例となっている[えーだば 46]。
主要作品一覧
- 1982年 - 『魔法のプリンセス ミンキーモモ』テレビシリーズ（第1作）、全63話
- 1985年 - 『魔法のプリンセス ミンキーモモ 夢の中の輪舞』OVA
- 1991年 - 『魔法のプリンセス ミンキーモモ 夢を抱きしめて』テレビシリーズ（第2作）、全62話 + 未放映3話
- 1993年 - 『MINKY MOMO IN 夢にかける橋』OVA
- 1994年 - 『MINKY MOMO IN 旅だちの駅』OVA

## 第1作

### 第1作あらすじ
物語の前提となる設定は次の通りである。かつては地球上にあった夢の国・フェナリナーサは王をはじめとする国民が1000年の眠りに就いている間に地球から遠く離れてしまう。目覚めてそれに気付いた王はコンピューターから「地球の人々が夢と希望を失ってしまったことが原因」と知らされ、再び人々に夢と希望を取り戻させるため、娘のモモをお供の動物3匹とともに地球に送り出した。モモが人々の心に希望をあたえ「よいこと」を4回するごとに1個、フェナリナーサにある冠にハッピーティアと呼ばれる宝石（誕生石）が輝き、それが12個集まるとフェナリナーサが地球に戻るということだった。
この物語はどこかの国のどこかの町に住む夫婦が、子供のいないことを切々と語る場面から始まる。そこに夢の国フェナリナーサのプリンセス、ミンキーモモ（以下、モモ）が3匹のお供を連れて空から降りてくる。そして夫婦はモモを、始めから自分たちの本当の子供であったかのように受け入れてしまう。
第1話の主要部のプロットの概略は次のようなものである。モモのパパとなった人物は腕の立つ獣医でもあり、噂を聞きつけたある牧場から往診を求められる。海外出張中のパパに代わりモモが牧場に向かうが、モモが子供だからという理由で牧場主に相手にされなかった。そこでモモは大人に変身する魔法で獣医の看護婦に変身して牧場の馬を治療し、さらに、牧場を悪者から救うために騎手に変身し競馬で活躍する。
第2話以降もモモは事件に遭遇し、魔法で大人に変身するが、プロットそのものには決まったパターンがなく多様な展開を見せる。各回ごとにエピソードの主要人物となるゲストが登場し、モモはゲストの夢を叶えようと奔走する。
物語は第43話から第46話にかけて終盤を迎える[えーだば 57]。モモは、魔法で他人の夢をかなえることはできないことを知り、その後魔法の力を失い、ついには交通事故に遭い命を落としてしまう。そして、モモは人間に生まれ変わり、地球でのパパとママの本当の子供となる。モモが大人になり自分の夢を叶えた時、最後のハッピーティアが出現しフェナリナーサが降りてくるだろうと語られ、『ミンキーモモ』の物語は46話で一旦、幕となる。
このあとも物語は続き、物語の大筋は人々の夢と希望を奪うためモモを付け狙う悪夢との戦いが中心となる。最終的には、後期（49話以降）のエピソード全てが人間の赤ちゃんとなったモモの見る夢だったことが判明する。夢の中での戦いはモモの勝利に終わり、前期最終話に帰結する形で物語は完結する。

### 第1作登場人物
ミンキーモモ
声：小山茉美
本作の主人公。空にある夢の国「フェナリナーサ」のプリンセス。
旺盛な好奇心と行動力の持ち主で、思い立ったら空飛ぶ魔法のキャンピングカー「グルメポッポ」で世界中どこにでも飛び出していく。
楽観的な性格で、「なるようになる」と前向きに生きている。事件が起きると、変身魔法で様々な職業のプロフェッショナルの技能を身につけた18歳の大人に変身し、事件解決に奔走する。髪飾りについた星形のアクセサリがトレードマーク。
魔法の呪文は「ピピルマ ピピルマ プリリンパ パパレホ パパレホ ドリミンパ アダルトタッチで○○になれ」。
シンドブック&モチャー&ピピル
声：田の中勇&木藤玲子&三田ゆう子
モモのお供として同行する3匹の動物たち。
シンドブックは雑学豊富なのんびり屋の犬、モチャーは正義の使者を気取る小猿、ピピルは恋を夢見る紅一点の小鳥である。
フェナリナーサが1000年の眠りから目覚めてまだ間もない頃、モモと王様、王妃様の他に目覚めていたのはこの3匹だけだったという理由から、モモのお供として地上に同行することになった。
モモのパパとママ
声：納谷六朗&土井美加
地球におけるモモの両親。ペットショップを経営している。
パパは世界的に名を知られている獣医でもある。ママはのんびり屋の主婦だが、実はマフィアの娘で意外な一面を見せることもある。二人とも作中で名前を呼ばれることはほとんどなく、モモのパパとママで通されている。
フェナリナーサ国王&王妃
声：増岡弘&塚田恵美子
夢の国の国王と王妃で、モモの実の両親。
魔法の鏡を通してモモを見守っており、モモの行動に対して感想を言い合ったり、冗談を飛ばしあったりしている。モモがピンチになると王妃様は決まって寝込んでしまい、王様は「なるようになる」と静観するもののモモが本当に困っているときは手助けすることもある。
カジラ
声：千葉繁
後期シリーズからモモの新しいお供として加わる竜の子供。なんでもかじって食べてしまう。言葉は喋れず「カジカジ、カジラ！」と声を出すだけである。

### 第1作解説

#### 背景と影響
『ミンキーモモ』は東映動画系列以外での初の魔法少女アニメである。本作品は『魔法使いサリー』（1966年）以来の魔法の国からやってきた少女が魔法を行使するという定番の設定であるが、反面それらの作品群に登場する少女達があくまで「魔法の国の先天的に魔法が使える人間」の域を出ないのと異なり、「人間と同じ姿でありながらも、人間の持つ夢と希望によってその存在が成り立つ」という、よりファンタジー性の強い設定である点が一線を画している。
また放送当時は、女性が社会で活躍するというのは、女の子にしてみればまだまだ大きな憧れだった。どんな職業の大人にでも変身できるという設定は、文字通り女の子に夢を与え、かなりの人気を博したと言える。『魔法の天使クリィミーマミ』とともに1980年代の第2期魔法少女ブーム と変身魔法少女という独自のジャンルの先駆けとなった。
モモが大人に変身するシーンでは、小道具（ミンキーステッキ）に呪文・ダンスを組み合わせた演出がなされた。シリーズ中には幾度かの変遷があり、第11話から第46話で使用されたシーンでは当時ブームだった新体操のリボンをモチーフとしていた。この演出は斬新なものと受け止められ、後の魔法少女アニメに影響を与えた。
1982年の夏から冬にかけてファンダムでミンキーモモブームが起き、ミンキーモモのエロパロ同人誌も出回っていた。当時、ロリコンブーム、美少女ブームの全盛期であり、その影響と考えられている。本作品はロリコン向けに製作されたと論評されることもあったが、原案・シリーズ構成を務めた首藤剛志は否定しており、「『魔法のプリンセス ミンキーモモ』がロリコンアニメの元祖だとか本家だとか言うのは受け取り手の自由だが、作った側としては、かなり不愉快である」と述べている[えーだば 54]。

#### 作風
生活感の描写に大きなウェイトを置いていた東映動画系の魔法少女アニメに対し、舞台設定が無国籍に近い。首藤は舞台設定を「どこかの国のどこかの町ということにしましょう」と提案し、それを押し通したという[えーだば 47]。内容的にも、学校に通う場面がほとんどない反面、単なる少女アニメという枠にとらわれず「おもしろければ、何をやってもいい」という基本方針のもと、いろいろなアイデアを満載していた。物語は時にラブロマンスであり、スパイアクションであり、メルヘンでありと何でもありで、第31話「よみがえった伝説」では合体ロボ・ミンキナーサが登場し、少年向けロボットアニメ『戦国魔神ゴーショーグン』（1981年）のパロディが展開された。看護婦にファッションモデル、ビキニの水着姿の女ダイバーなど、その回の事件に合わせて大人プロフェッショナルに変身したモモの活躍も毎回の見所となった。

#### テーマ
モモは夢を持つ人々の象徴でもあったとされている。

### OVA
放送終了後、番外編となる『夢の中の輪舞』、ミュージックビデオ『瞳の星座』の2本のOVA が製作された。
『魔法のプリンセス ミンキーモモ 夢の中の輪舞』
1985年：ビクター音楽産業、ネットワーク フロンティア事業部（現バンダイビジュアル）
次節にて詳述する。なお、OVAリリースの後に首藤剛志の手による小説版が発売されている。
『魔法のプリンセス ミンキーモモ 瞳の星座 ミンキーモモSONGスペシャル』
1987年：ビクター音楽産業
歌に映像を載せたミュージックビデオで、各歌前のアイキャッチ及び新録の「瞳の星座」（小山茉美）の部分が新作であり、他はテレビシリーズの再編集である。

#### 夢の中の輪舞
「ピーターパン」の物語に題材をとり、「大人になることに夢や希望があるのか?」という、TVシリーズで大きく取り上げられることのなかったテーマが描かれる。

##### あらすじ (夢の中の輪舞)
福引で1等賞の南極旅行ペアチケットを当てたパパとママを送り出したモモは、ゆっくり羽を伸ばせると大喜びなものの、慣れない家事に苦戦一方。そんな折、パパとママの乗った旅客機が “南の真ん中島” 上空で墜落してしまったとのニュースが入ってくる。モモはすぐさまパパとママの救出に向かうが、島に近づいた途端、なぜかグルメポッポも夢のエネルギーを失って墜落し、海に沈んでしまう。なんとか島に上陸するモモたちだが、時を同じくして、島の上空に存在する謎の莫大なエネルギーを狙って、世界中のスパイやら秘密組織やらがぞくぞく集結して来る。山の頂を覆い隠す雲の中に隠されていたもの。それは大人になりたくない子供たち、子供に還りたい大人たちが集まる「子供の国」だった。そして、モモはこの国の主である永遠の少年ペーターに出会い、「大人になることに夢などない」と言い切る彼のそんな価値観に疑問を抱く。その一方、世界各国の大人たちが子供の国を支える莫大なエネルギーを軍事利用しようと目論み、軍隊を派遣してくる。子供の国が爆撃に晒される中、モモはペーターに助太刀して大人たちと戦うことを決意し、攻め込んできた大人たちをこの国を支える夢のエネルギーを利用して子供の姿に還してしまうことで、事態を収拾する。
全てが終わった後、「大人になるからこそ夢を持てる」と語るモモに対し、相変わらず自分の意見を崩そうとしないペーター。そんな相容れることの無い価値観の対立の末、ペーターは今まで子供の国に集めた子供たちを元いた時代に帰し、新たな子供の国を作るべくモモに別れを告げて、どこか別の星へと旅立っていくのだった。

#### ゲストキャラクター
ペーター
声 - 難波圭一
南の真ん中島の上空に浮かぶ「子供の国」の主。「ピーター・パン」をモチーフに、「ハーメルンの笛吹き」の要素も併せ持ったキャラクターとして描かれている。「大人になることに夢などない。世界が平和になるにはみんな子供になるしかない」という価値観を持ち、世界中から大人になりたくない子供、子供に還りたい大人たちを集めて子供の国を作り上げた。彼自身の素性や生い立ちは謎であるが、モモの住む夢の国とは異なる夢の世界の住人らしい。

##### その他 (OVA)
- 本作ではメインキャラの声をあてた声優のうち、モチャーの声のみ声優がTVシリーズと異なる（星野桜子）他、ゲストにも一部、声優の変更がある（TVシリーズで同じ声優がキャスティングされた別々のキャラの競演の都合）。
- 発売当時、『魔法の天使クリィミーマミ』のOVA「ロング・グッドバイ」と併映で松竹富士配給により劇場公開もされた。その際、『魔法のプリンセスミンキーモモVS魔法の天使クリィミーマミ 劇場の大決戦』というおまけの短編がつけられている。これは、両作品がともに読売広告社の大野実をプロデューサーとしていたことから実現したもので、作画はモモ側はわたなべひろし、マミ側は後藤真砂子が担当し、演出はマミの望月智充である。

## 第2作

### 第2作あらすじ
フェナリナーサのプリンセスが果たせなかった使命を果たすため、海の底に沈んだ夢の国、マリンナーサのプリンセスがミンキーモモ（以下モモ。特に断りがないかぎり本作品のミンキーモモを指す）の名を継ぎ地上に派遣される。モモは、まだ夢を持つ人が多く残っている、あそこの国のあそこの町にやってきて、妖精が隠れ住む公園に建つホテルの管理人夫婦の子供となる（第1話）。
毎回の話は、「むかし、むかし、といっても、ほんのすこしだけ明日に想えるかもしれない昔」という決まり文句で始まる。物語の前半においては前作と同様にモモが事件に遭遇し、大人に変身して活躍する。前作との相違点としては、本作のモモは使命のことよりも地上で楽しく遊ぶことを第一の目的に行動しているため、使命を遂行していることを示す明確な演出が物語前半の時点では存在しないことが挙げられる。
物語後半では、宇宙に浮かぶ夢のエネルギーの不足によって魔法の力が弱まり、夢の国とその住人の消滅が起こりうる危機的な状況になっていく。人間に生まれ変わったフェナリナーサのモモと出会うことで、モモは「夢を取り戻す」という使命をようやく自覚し、世界中に散った夢のかけらの力を借りながら世界に夢と希望を取り戻そうとするが、魔法で夢を叶えることはできないという現実に直面する（第59話、第60話）。
最終回（第62話）ではとうとう夢や希望が失われ、夢の国の住人達も他の惑星へと旅立ち、地上に残った最後の夢の国であるマリンナーサも地球から離れることを決断する。その一方、パパとママが不治の病（AIDS[えーだば 102]）を患っていたために子供ができなかったこと、そんな2人にとって、モモの存在こそが叶わぬはずの夢そのものであったことを、モモは知ることになる。地球から離れるか残るか迷うモモに、人間に生まれ変わった前作のモモは「モモちゃんに自分の夢を見守っていて欲しい。そう思う子がいる限り、モモちゃんは消えない」と伝え励ます。その言葉を聞き、パパとママの夢を守るため、そして誰かが望む限り夢がなくなることはないと信じて、人々の夢を見守るためにモモは地球に残る道を選ぶ（第62話）。この物語には夢を持ちつづけてほしいというメッセージが込められていた。

### 第2作登場人物
ミンキーモモ
声：林原めぐみ
海の底に沈んだ夢の国「マリンナーサ」のプリンセス。前作のミンキーモモの親戚筋にあたる。
志半ばで亡くなったフェナリナーサの王女「ミンキーモモ」の名を継ぎ、夢と希望を取り戻す使命のために地上へと送り出された。しかし、本人にその自覚はなく、狭くなった夢の国を出て広い世界で遊ぶことを第一に考えている。前作のモモ同様、好奇心が強く楽観的で「なるようになる」が信条。ハート形のアクセサリのついた髪飾りをいつも身につけている。
魔法の呪文で18歳の職業プロフェッショナルに変身できる。
物語後半では人間の夢が危機的な状況にあることを理解し、果たすべき使命を自覚するが、魔法ではどうすることもできない現実に直面し苦悩することになる。
魔法の呪文は「パラリル パラリル ドリリンパ ティアラン ティアナン マリリンパ ミンキータッチで○○になれ」。
クックブック&チャーモ&ルピピ
声：桜井敏治＆真柴摩利＆横山智佐
本作のモモのお供を務める3匹の動物達。クックブックは博識だがのんびり屋で怠け者の犬、チャーモは正義感が強く熱血漢の子ザル、ルピピは惚れっぽい性格の小鳥。
モモのパパとママ
声：江原正士＆渡辺美佐
地上でのモモの両親。ナショナルトラストに委託を受け、ホテルの管理人を務めている。
パパは考古学者でもあり、古代文明「フェナリナーサ」の研究では権威。ママは推理小説家志望の主婦である。
マリンナーサ国王&王妃
声：緒方賢一＆横尾まり
夢の国の王様と王妃様で、モモの実の両親。魔法の鏡を通してモモを見守っており、モモの行動に対して感想を言い合ったり、冗談を飛ばし合っている。
王様曰くフェナリナーサの王様とは「いとこはとこいとはとこ」同士の関係（従姉妹)で、王妃様はフェナリナーサの王妃様と幼なじみの間柄で、まだお互いの国が地上に存在していた頃に幼児の折から一緒に遊んでいた仲であるが、その時のとある出来事が後に大事件に発展することになった。
初代モモ
声：小山茉美
前作の交通事故で死亡し、人間に生まれ変わったフェナリナーサのミンキーモモ。ロンドン在住。
「夢は自分で見るものであり自分の力で叶えるもの」という信念を持ち、自分の夢の実現のために力強く生きている。
マリンナーサのミンキーモモと出会い、苦境に立たされ苦悩する彼女の心の支えとなっていく。
上述の通りマリンナーサのモモとは親戚関係にあたるが、お互いの祖国が地上から離れていく一方であったため、地上で出会うまでお互いに面識はなかった。

### 第2作解説
本作はある程度子供たちの人気は高く、おもちゃの売れ行きもよかったようである。しかし、この時期には女性が社会で活躍するというのが一般的なことになるなどの社会の変化があり、「空モモ」の頃とは環境が変わってきていた。首藤剛志は放映終了後に「90年代初期の「海モモ」の時代には「大人になったからといって、何ができるというんだ」「むしろ何もできはしない」という雰囲気が子供たちの間に、漂ってきていたようだ。（中略）90年代には、大人になる事が「夢」へのきっかけとして機能しなくなっていた。「夢」がキーワードのミンキーモモは、90年代の「夢」がなんであるかを、探さなければならない作品になってきたのだ」と回想している[えーだば 96]。
こうした時代における夢を語るため、核戦争、地球環境問題、民族紛争、受験戦争など、現実の社会問題が取り上げられた。湯山（総監督）はミンキーモモは日常の物語ではないために社会性を帯びてきてしまい、現実の問題に直面せざるを得なかったと述べている。物語は明るくお気楽なムードで描かれている一方で、個々のエピソードのテーマは重いものになっていった。
また、物語前半において「夢を取り戻す使命」という命題が明確に描かれていなかったことについて、首藤は物語全体の構成を考える上での意図的なものであったことを、後にwebコラム上で述べている。前作より10年の時間が経過し、人々の夢がさらに希薄になっている地上世界の過酷な現実を描いた上で「そんな現実を生き抜くつらさよりも、乗り越えて行く気楽さを、子どもたちに持ってもらいたいと思ったのだ」と語っている。「遊びたい盛りで地上にやってきたモモが、次第に現実の夢の喪失にぶち当たり、自分に何ができるのかを深く考えていく」という構成は当初から首藤が構想していたものである。モモの性格設定が前作と大きく異なることに関しても、その構想を描くにあたって「よりシリアスの度合いが増していくストーリーの中にあって、モモの性格も真面目すぎるのでは話のトーンが暗くなりすぎてしまう」という理由であった。結果として、空モモと海モモの持つ「夢」に対する姿勢の違いが大きく表れていくことになり、根本的なテーマ性も前作から変化することになった。
首藤は「最終回で、「海モモ」のシリーズのテーマは夢と希望から、このアニメを見てくれている子供たちに自分たちがなぜ存在するか、なぜ必要なのか、なぜ生きなくてはならないかを、少しでも感じてもらえる方向のテーマに若干シフトした。」とwebコラム上で結んでいる[えーだば 102]。

### OVA「MINKY MOMO」
第2作の放送終了後に2本のOVAが製作された。
- 『MINKY MOMO IN 夢にかける橋』（1993年：スターチャイルド）
- 『MINKY MOMO IN 旅だちの駅』（1994年：キングレコード）

#### MINKY MOMO IN 夢にかける橋
魔法を使うシーンが存在しないためTVシリーズの後日談的に扱われているが、TVシリーズとの関連性を示す明確な描写は皆無であり、パパ、ママ、お供の3匹、マリンナーサの王様と王妃様は登場しない。背景描写をメインに据えた群像劇的な色合いが強く、モモを含む全ての登場人物が自分の名前を名乗ったり誰かに呼ばれたりするシーンも一切ない。そのためスラップスティックな作劇が特徴だったそれまでのシリーズと比べて、叙情性が前面に押し出された作風の異色作となっている。
あらすじ（夢にかける橋）
「この橋で出会った者は別れ別れになっても再び会える」という言い伝えがある橋の上で、モモは一人の少年と出会う。少年は橋の言い伝えを信じ誰かを待っていたが、待ち人に会えずあきらめかけていた。モモは言い伝えが本当だと証明するために、少年と再会の約束をする。
それから、モモは約束を果たすため橋に通い続ける。季節が移りゆく中、少年を待ち続けるモモは橋の上で起きる出会いと別れを見つめ続けていく。

#### MINKY MOMO IN 旅だちの駅
TVシリーズの後日談として制作された作品であり、新旧2人のモモが再び共演する。なお、本作には「両親の葬式を終えた帰り道での出来事」という裏設定が存在し、冒頭の会話シーンのモモのセリフでそのことがさりげなく暗示されている。また、第1作同様、マリンナーサの両親とお供の三匹は登場しない。
あらすじ（旅だちの駅）
汽車での旅の途中に立ち寄った駅で、モモはフェナリナーサのモモと偶然に再会する。中央駅という名のその駅には「旅立ちの汽笛を鳴らす」というライオン像があり、2人はその像に呼ばれたかのようであった。そして突然の落雷と共に、2人はいつの間にか、戦火にさらされた50年前の過去へとタイムスリップしてしまい、駅の中でスリの少女と出会う。ライオン像は戦災孤児である少女の過去、そして、未来に起きる悲劇を2人に伝えようとする。少女とその仲間達は、過酷な時代に翻弄され閉ざされた駅の中でしか生きられない自分達を、魔法の力で旅立たせてくれという願いを伝えるが、魔法を失ったモモには叶えられなかった。そして、その願いはモモを招いたライオン像自身によって叶えられた。

## 歴史
『魔法のプリンセス ミンキーモモ』は女児向けの玩具販売で収益をあげることを意図して制作された。メインのスポンサーとなったのは、バンダイの子会社ポピーである。ポピーからはミンキーモモのステッキやペンダントなどの玩具が発売された。楽曲はビクター音楽産業から提供された。放映期間は1年間52話の予定だった。
本作品の根幹をなす要素は、その多くが首藤剛志の手により生み出された。首藤は高校時代に創作したミュージカル『フィナリナーサから来た男』がその原型であるとコメントしている。夢の国「フィナリナーサ」から来た妖精の青年が挫折する物語である。夢の国の名前は「発音しづらい」などの理由で「フェナリナーサ」に変更された。
「モモ」という名前やお供の3匹の構成（犬・サル・鳥）は「桃太郎」をモチーフとして企画が生まれたことに由来する。当初「モモ」で企画したが、既に商標登録されており、読売広告社プロデューサーの大野実の発案により「ミンキーモモ」となった。
放映当初の視聴率は1桁台だったが徐々に上げていき、40話前後では10%を超える回もあった。また、同時にある程度の年齢の男性たちにも（俗に言うロリコンものとして）想定外の層からも支持を集めていた。しかし、スポンサーであるポピーから販売された関連玩具の売り上げが不振だったこともあり、同社は第42話で打ち切りとする意向を示したことに対して、スタッフはこれに反発を示し、読売広告社からの働き掛けもあり、46話を最終話とすることになった[えーだば 56]。直後に首藤は「月刊OUT」の1983年1月号に「さよなら、ミンキーモモ」というエッセイを記して打ち切りの無念を綴ったが、実はこの時打ち切りの撤回と63話までの放映延長が決まっており、欄外にそのことが付記されていた。なお、延長の要因はポピーが番組とは別に企画した竜の形をしたキャラクター文房具（はさみ）の販路を『ミンキーモモ』に求めたためで、モモの新しいお供である竜の子『カジラ』として登場することになった[えーだば 59]。『ロマンアルバム』（1983年）に収録されたスタッフ・キャストの座談会で、湯山（総監督）はモモのお供を入れ替えた再延長の話もあったことを語っている。しかしこのプランは実現せず、63話の終了後には3カ月にわたって後期の再放映が同じ枠で放映されていた。
首藤は後に、打ち切りなしで予定通り進んだ場合の展開を次のように語っている。「（前略）ミンキーモモは、人間の夢や希望を阻む何か悪夢のようなものと戦い、その戦いには勝つものの、自分自身も傷つき疲れ果て、1000年の眠りにつく。そして、眠っている夢の中で、フェナリナーサが地球に降りてくるイメージを見るというラストにするつもりだった」[えーだば 57]。また、モモが交通事故で死亡する展開は当初から考えられていた案であり、視聴率やスポンサーの事情でアニメが突如打ち切りになっても、作品が破綻せず、視聴者の記憶に残るように予め用意されていたシナリオであったと説明している。
欧州ではモモの名前を “Gigi” として紹介された。フランス『Gigi』、イタリア『Il magico mondo di Gigi（ジジの魔法の世界）』などである。ラテンアメリカではスペイン語のタイトルは 『Las aventuras de Gigi（ジジの冒険）』。アメリカでは『夢の中の輪舞』が『Gigi and the Fountain of Youth』として紹介された。葦プロダクションは公式の英題を『Fairy Princess Minky Momo』としているが、日本以外では用いられていない。中国の放映では『魔法小仙女』（モモの名は「明琪桃子」）である。1994年には、外国からの使用料入金による分配額が最も多かった国内作品に与えられるJASRAC賞の国際賞を、本作品のBGMが受賞した。
1991年から放映された第2作では、スポンサーはユタカ（2003年にポピーに社名変更）になり、楽曲はスターチャイルド（キングレコード）が担当した。前作のリメイクとする案もあったが、続編として製作することになった。前述の解説のとおり後半でミンキーモモの変身が少なくなるが、これはスポンサーからの要望でもあった。シリーズ後半では商品展開が新しくなり、商品の区別のために『魔法のプリンセス ミンキーモモ 夢を抱きしめて』に改題された。
2004年には学習雑誌「小学二年生」で『みらくる・ドリーム ミンキーモモ』 が連載された。主人公モモはリーフィナーサのプリンセス。一部では『三代目モモ』『陸モモ』と呼ばれる。当時あったアニメ版企画を元にしているとされるが、現在、これをベースとしたアニメ化作品は制作されていない。首藤は後に「WEBアニメスタイル」連載上で『ミンキーモモ』第3作の構想があることを明らかにした。内容について「80年代、90年代それぞれの夢のあり方を描いてきたこれまでのシリーズに対し、『20世紀の夢について』をテーマとし、これをもってシリーズの完結編となる」と語ったが、首藤の急逝により、シリーズは事実上、未完となった。
2009年、プロダクション リード（旧葦プロダクション）は放映30周年に向けて新たなプロジェクトを立ち上げると発表した。2010年のゴールデンウィークには広井王子の脚本によるミュージカルが上演された。

## キャラクターデザイン
ミンキーモモのキャラクターは最初に漫画家のみさきのあによってデザインされた後、芦田豊雄とアニメーターの服部あゆみがアレンジして完成した。3名が「キャラクターデザイン」としてクレジットされているのはこのためである。みさきのあの初期のキャラクターデザインでは少女漫画らしいフワフワした髪形であった。しかし、芦田がアニメ向けにアレンジする際にその描き込まれた髪形をアニメで再現出来なかったため服部あゆみが描いた髪型を採用した。芦田は誰が書いてもミンキーモモだと分かるデザインを目指したという[えーだば 47]。結果としてアニメキャラでは他に例を見ない独特なものになった。
第2作においてもミンキーモモの基本的なデザインは踏襲された。大きな違いとしては、マリンナーサのミンキーモモはハート形のアクセサリのついた髪飾りをいつも身につけており、変身中は常に衣裳のどこかにハートマークが入るようになっている。一方、フェナリナーサのミンキーモモは髪飾りをつけなくなり、前作でのトレードマークだった星のアクセサリーを衣装に付ける形で区別されている。

## その他
- 第1作の主人公のキャラクターデザインに関わったみさきのあは、TV放送と同時期の82年8号 - 17号にコミック版を『週刊少女コミック』に連載した。全10回で、1話あたり4ページ程度である。その後も他の雑誌やムックなどに続編や番外編が散発的に発表されている。同作中の変身の呪文「プルル・オフ」は、企画初期段階の案である「ヤーチャイ・マーバットン・プルル・オフ」を省略したものだという。
- アニメ『さすがの猿飛』において、小山茉美演じるゲストキャラ・柿の木モモ子が登場する、ほとんど本作の番外編とも言える作品が1つ作られている（第38話「モモちゃん忍法・変身の術」、1983年7月17日放映）。本作ではモモ子の大人バージョンから少女バージョンへの「変身」は、「忍術による催眠術」と説明されている。声優陣[注釈 20] に加えて、首藤をはじめとする脚本陣や演出家などのスタッフが共通していることによるパロディ。ただし、モモ子の髪の毛の色はピンクではなく黄色になっている。また、アニメ版『北斗の拳』でミンキーモモに似た風貌のキャラクターが出てきたことがある他、スタジオライブや葦プロダクションに関連する作品にはこの類の遊びは少なくない。

## 諸データ

### 第1作の諸データ

#### 第1作放映期間
- 1982年3月18日 - 1983年5月26日（全63話）
- 毎週木曜 17:55 - 18:25 テレビ東京系で放映。
- 前期：第1話-第46話 （第47話、第48話は総集編）
- 後期：第49話-第63話

#### 声の出演（第1作）
- ミンキーモモ - 小山茉美
- シンドブック - 田の中勇
- モチャー - 木藤玲子
- ピピル - 三田ゆう子
- カジラ - 千葉繁
- 王様 - 増岡弘
- 王妃様 - 塚田恵美子
- パパ - 納谷六朗
- ママ - 土井美加

#### 第1作スタッフ
- 企画：佐藤俊彦
- プロデューサー：大野実（読売広告社）、加藤博、梅原勝
- 原案 / 構成：首藤剛志
- 総監督：湯山邦彦
- 音楽：高田ひろし
- 美術監督：新井寅雄
- 音響監督：藤山房延
- 録音制作：ザック・プロモーション
- 撮影監督：福田岳志
- キャラクターデザイン：芦田豊雄、みさきのあ、服部あゆみ
- 色彩設定：永江由利
- 録音：成清量
- 効果：加藤昭二（アニメサウンドプロダクション）
- 制作管理：佐藤訓史、古林明子
- 制作担当：庄司清
- オープニング作画：わたなべひろし
- 色指定：ひろかわゆり、杉田泰子、北村則子
- 撮影：三晃プロダクション、旭プロダクション
- 編集：辺見俊夫、山崎昌三
- タイトルデザイン：安食光弘
- 現像：東映化学
- 製作：葦プロダクション、読売広告社

#### 放送局（第1作）
系列はキー局での本放送当時のもの、放送日時は個別に出典が提示されている局を除き1983年5月終了時点のものとする。
| 放送地域      | 放送局             | 放送系列                      | 放送日時 |
| ------------- | ------------------ | ----------------------------- | --- |
| 関東広域圏    | テレビ東京(制作局) | テレビ東京系列                | 木曜 17:55 - 18:25                                                                                             |
| 大阪府        | テレビ大阪         | テレビ東京系列                | 木曜 17:55 - 18:25                                                                                             |
| 北海道        | 北海道文化放送     | フジテレビ系列                | 1982年3月21日から1983年5月29日まで 日曜 10:00 - 10:30                                                          |
| 青森県        | 青森放送           | 日本テレビ系列 テレビ朝日系列 | 土曜 6:00 - 6:30                                                                                               |
| 岩手県        | テレビ岩手         | 日本テレビ系列                | 日曜 7:15 - 7:45                                                                                               |
| 秋田県        | 秋田テレビ         | フジテレビ系列 テレビ朝日系列 | 木曜 17:00 - 17:30                                                                                             |
| 山形県        | 山形テレビ         | フジテレビ系列                | 水曜 17:00 - 17:30                                                                                             |
| 宮城県        | 仙台放送           | フジテレビ系列                | 木曜 16:30 - 17:00                                                                                             |
| 福島県        | 福島中央テレビ     | 日本テレビ系列                | 1982年4月19日から1983年6月27日まで 月曜 17:45 - 18:15（1983年3月まで） 月曜 17:00 - 17:30（1983年4月から）     |
| 新潟県        | 新潟放送           | TBS系列                       | 1982年4月8日から1983年6月16日まで 木曜 17:30 - 18:00                                                           |
| 長野県        | 長野放送           | フジテレビ系列                | 日曜 10:30 - 11:00                                                                                             |
| 山梨県        | テレビ山梨         | TBS系列                       | 土曜 7:00 - 7:30                                                                                               |
| 富山県        | 富山テレビ         | フジテレビ系列                | 1982年4月19日から1983年6月27日まで 月曜 16:50 - 17:20                                                          |
| 石川県        | 石川テレビ         | フジテレビ系列                | 1983年2月3日から1983年5月2日までおよび 1983年8月11日から1983年9月19日まで いずれも月曜 - 木曜 16:55 - 17:25    |
| 静岡県        | テレビ静岡         | フジテレビ系列                | 日曜 10:00 - 10:30                                                                                             |
| 中京広域圏    | 東海テレビ         | フジテレビ系列                | 日曜 9:30 - 10:00                                                                                              |
| 京都府        | KBS京都            | 独立局                        | 1982年6月20日から日曜 9:00 - 9:30 1982年10月1日から金曜 17:55 - 18:25 1983年4月7日から木曜 16:30 - 17:00       |
| 兵庫県        | サンテレビ         | 独立局                        | 1982年6月18日から毎週金曜 17:04 - 17:34 1982年10月1日から金曜 18:30 - 19:00 1983年4月1日から金曜 17:00 - 17:30 |
| 鳥取県 島根県 | 日本海テレビ       | 日本テレビ系列                | 月曜 - 木曜 17:00 - 17:30（1984年4月下旬まで帯放送）                                                           |
| 岡山県 香川県 | 岡山放送           | フジテレビ系列                | 木曜 17:30 - 18:00                                                                                             |
| 広島県        | テレビ新広島       | フジテレビ系列                | 金曜 16:30 - 17:00                                                                                             |
| 山口県        | テレビ山口         | TBS系列 フジテレビ系列        | 金曜 17:00 - 17:30                                                                                             |
| 高知県        | テレビ高知         | TBS系列                       | 土曜 7:15 - 7:45                                                                                               |
| 福岡県        | テレビ西日本       | フジテレビ系列                | 日曜 10:00 - 10:30                                                                                             |
| 長崎県        | 長崎放送           | TBS系列                       | 月曜 17:20 - 17:50                                                                                             |
| 熊本県        | テレビ熊本         | フジテレビ系列 テレビ朝日系列 | 1982年5月24日から放送（1983年9月の時点では終了済み） 月曜 17:00 - 17:30                                        |
| 大分県        | 大分放送           | TBS系列                       | 月曜 17:20 - 17:50                                                                                             |
| 宮崎県        | 宮崎放送           | TBS系列                       | 月曜 - 金曜 16:55 - 17:25（1983年9月頃放送）                                                                   |
| 鹿児島県      | 南日本放送         | TBS系列                       | 水曜 17:25 - 17:55                                                                                             |

※関西広域圏としては、地域局であるテレビ大阪、KBS京都、サンテレビでの本放送終了後に、よみうりテレビが以下の時間帯にて連続的に再放送を行った（滋賀県、奈良県、和歌山県としては初回放送扱い）。また、TXでも土曜朝7時半として再放送を実施した。
- 1983年12月7日 - 1984年4月3日の月曜 - 木曜の17:30[32]
- 1985年4月11日 - 1985年7月30日の月曜 - 木曜の17:30
- 1986年8月21日 - 1986年12月4日の月曜 - 木曜(9月までは金曜も)の17:30
- 1989年4月8日   - 1990年6月30日の土曜の7:30（全63話の再放送を実施）

#### 第1作 主題歌
オープニングテーマ - 「ラブ・ラブ・ミンキーモモ」
作詞 - 荒木とよひさ / 作曲 - 佐々木勉 / 編曲 - 高田ひろし / 歌 - 小山茉美
エンディングテーマ - 「ミンキーステッキドリミンパ」
作詞 - 荒木とよひさ / 作曲 - 佐々木勉 / 編曲 - 高田ひろし / 歌 - 小山茉美
本曲を収録したシングルやLPなどでは、「ミンキーステッキ・ドリミンパ」と中黒が付いた表記になっている。
主題歌は全話を通じて共通だがオープニングとエンディングの映像は初期の時点で部分変更されており、前期と後期とでも異なる。現在配布されている映像ソースでは、オープニングは前期・後期の決定版に差し替えられている。
主題歌はLP部門でヒット賞を受賞した。主題歌を収録したシングル盤もヒットした。
挿入歌
「いつか王子様が……」
作詞 - 荒木とよひさ / 作曲 - 佐々木勉 / 編曲 - 桜庭伸幸 / 歌 - 小山茉美
「Good Lookin' Tonight」
作詞 - 荒木とよひさ / 作曲 - 佐々木勉 / 編曲 - 桜庭伸幸 / 歌 - 小山茉美
「あなたへのラブソング」
作詞 - 荒木とよひさ / 作曲 - 佐々木勉 / 編曲 - 桜庭伸幸 / 歌 - 小山茉美
「Swing Swing 地球に」
作詞 - 荒木とよひさ / 作曲 - 佐々木勉 / 編曲 - 桜庭伸幸 / 歌 - ザ・ブレッスン・フォー
「魔法の子守唄」
作詞 - 湯山邦彦 / 作曲 - 高田弘 / 編曲 - 桜庭伸幸 / 歌 - 三ッ矢雄二
「ラブ・イズ・ウィンドウ」
作詞 - 湯山邦彦 / 作曲 - 高田弘 / 編曲 - 桜庭伸幸 / 歌 - 小山茉美
「パパがほんとうはサンタクロース」
作詞 - 荒木とよひさ / 作曲 - 岸本健介 / 編曲 - 高田弘 / 歌 - 藤本房子
第41話に使用。首藤によると本来はミンキーモモの挿入歌ではなく、音響監督の藤山房延がビクターの音源倉庫から探し出した曲だという。
子供向けLP「パルちゃんのたのしいクリスマス～ジングル・ベル～」（ビクター音楽産業・1982年 JBX-205）のB面1曲目に収録されている。
OVA「夢の中の輪舞」
エンディングテーマ - 「夢の中の輪舞‐ロンド‐」
作詞 - 荒木とよひさ / 作曲 - 緑一二三 / 編曲 - 渡辺敬之 / 歌 - 志賀真理子
歌唱を担当した志賀真理子の事実上の歌手デビュー曲である（公式にはプレデビュー曲扱い）。
挿入歌 - 「オルゴールを止めないで」
作詞 - 荒木とよひさ / 作曲 - 緑一二三 / 編曲 - 渡辺敬之 / 歌 - 志賀真理子

#### 第1作関連作品
TVシリーズ本編の設定に基づいて制作された、対応する映像作品がないものを挙げる。パロディ、オマージュ、企画物などについては触れない。
『絵本 ミンキーモモ シャボン玉われた』
作 - 首藤剛志 / 絵 - わたなべひろし、長谷川桂子（1983年「PEACH BOOK いつかきっと」に収録）
『それからのモモ』
人間に生まれ変わり、12歳の誕生日を迎えたモモのお話。
作 - 首藤剛志 / 絵 - わたなべひろし&けいこ（1984年「それからのモモ」。徳間書店アニメージュ文庫）
『明日どうなる』
作 - 首藤剛志 / 絵 - わたなべひろし（1995年 「Minky Momo Maniacs（全2巻）」に前後編で収録」）
眠りに着く直前のフェナリナーサのモモと予言の国の王様の物語。

#### ネット配信
2023年12月にYouTubeに葦プロが設立した「葦プロダクションチャンネル」で、2024年8月10日19:59まで毎週土曜日に2話ずつ期間限定無料配信が行われた。
- 第1話は常時無料配信。
- 第2話から第16話までは2023年2月29日19:59までの期間限定。
- 第17話以降は2週間の期間限定。

### 第2作の諸データ

#### 第2作放映期間
- 1991年10月2日 - 1992年12月23日（全62+TV未放映3話）
- 毎週水曜 17:00 - 17:30 日本テレビ系で放映。
- 前期：第1話-第36話 （第37話は総集編）
- 後期：第38話-第55話、57話-62話（第56話は総集編）

※後期（第38話 - ）より、「夢を抱きしめて」という副題がタイトルの後につく。

#### 声の出演（第2作）
- ミンキーモモ - 林原めぐみ
- クックブック - 桜井敏治
- チャーモ - 真柴摩利
- ルピピ - 横山智佐
- 王様 - 緒方賢一
- 王妃様 - 横尾まり
- パパ - 江原正士
- ママ - 渡辺美佐
- 初代モモ - 小山茉美

#### 第2作スタッフ
- 制作：佐藤俊彦
- 企画：嶋村一夫（読売広告社）
- プロデューサー：堀越徹（日本テレビ）、大野実（読売広告社）、加藤博、梅原勝
- 原案/構成：首藤剛志
- 構成補：面出明美
- キャラクターデザイン：芦田豊雄、渡辺浩
- 美術監督：長島若菜
- 録音監督：清水勝則
- 撮影監督：橋本和典
- 音楽：長谷川智樹
- 音楽制作：日本テレビ音楽、キングレコード
- 監督補：工藤柾輝
- 文芸担当：赤堀義浩、佐藤徹
- 色彩設定：ひろかわゆり
- 監督：湯山邦彦
- 原画：スタジオライブ、きのプロダクション、ジュニオスタジオ、スタジオサムタック、プロジェクトチーム・ムー、stフルハウス、東京キッズ、ムー・フィルム
- サブキャラクターデザイン：とみながまり
- ゲストキャラ：氏家章雄、渡辺ひろし、石川健朝
- 設定担当：阿部雅司
- 動画チェック：東出太、山岸昌裕、湊和良、岡辰也
- 動画：葦プロダクション、プロジェクトチーム・ムー、新友動画、銀河プロ、きのプロダクション、ジュニオスタジオ、スタジオライブ、スタジオサムタック、ムー・フィルム、日昭動画、OH!プロダクション、新世代動画、孝仁動画
- 色指定/検査：C.C.R、佐藤優佳、吉村深雪、真田祥子、藤田弘美、スタジオしゃどう、中野倫、森功子、国分優美子、小作由美子、佐藤和子、山崎一美、スタジオトイズ、森雅美、田村至子、
- 仕上：G.P.Eスタジオ、新友動画、銀河プロ、スタジオOM青森、日昭動画、新世代動画、孝仁動画、スタジオトイズ、虹橋動画
- 特殊効果：マリックス、干場豊、山本公、真田祥子
- タイトルリスワーク：マキ・プロ
- 背景：プロダクション・アイ
- 撮影：スタジオ・パートナー、ムー・フィルム
- 現像：東京現像所
- 編集：古橋宏、田熊純
- 音響制作 : ザック・プロモーション
- 調整：成清量
- 効果：加藤昭二（アニメサウンドプロダクション）
- 録音（アフレコ）スタジオ: 整音スタジオ
- 広報：鈴木康子→立柗典子
- NTVデスク：財前祐子→奈良直子
- 制作進行：小林毅、丸川直子、関谷雅仁、中野浩二、田中真一郎、山東学、千野孝敏、乙須克寛、倉田雅彦
- 企画制作：日本テレビ
- 製作：葦プロダクション、読売広告社

#### 放送局（第2作）
途中で打ち切りになった局も含む。系列はキー局での本放送当時のもの。
| 放送地域      | 放送局             | 放送系列                      | 放送日時 | 備考                                               |
| ------------- | ------------------ | ----------------------------- | --- | -------------------------------------------------- |
| 関東広域圏    | 日本テレビ         | 日本テレビ系列                | 水曜 17:00 - 17:30 | 制作局                                             |
| 宮城県        | ミヤギテレビ       | 日本テレビ系列                | 水曜 17:00 - 17:30 | 同時ネット                                         |
| 福島県        | 福島中央テレビ     | 日本テレビ系列                | 水曜 17:00 - 17:30 | 同時ネット                                         |
| 新潟県        | テレビ新潟         | 日本テレビ系列                | 水曜 17:00 - 17:30 | 同時ネット                                         |
| 長野県        | テレビ信州         | 日本テレビ系列                | 水曜 17:00 - 17:30 | 同時ネット                                         |
| 中京広域圏    | 中京テレビ         | 日本テレビ系列                | 水曜 17:00 - 17:30 | 同時ネット                                         |
| 岡山県 香川県 | 西日本放送         | 日本テレビ系列                | 水曜 17:00 - 17:30 | 同時ネット                                         |
| 広島県        | 広島テレビ         | 日本テレビ系列                | 水曜 17:00 - 17:30 | 同時ネット                                         |
| 福岡県        | 福岡放送           | 日本テレビ系列                | 水曜 17:00 - 17:30 | 同時ネット                                         |
| 長崎県        | 長崎国際テレビ     | 日本テレビ系列                | 水曜 17:00 - 17:30 | 同時ネット                                         |
| 熊本県        | くまもと県民テレビ | 日本テレビ系列                | 水曜 17:00 - 17:30 | 同時ネット                                         |
| 北海道        | 札幌テレビ         | 日本テレビ系列                | 日曜 7:30 - 8:00 | 放送期間は1991年10月13日から1993年1月10日まで。    |
| 青森県        | 青森放送           | 日本テレビ系列                | 水曜 17:15 - 17:45（1992年1月時点） →水曜 17:00 - 17:30（1992年9月30日まで） →水曜 17:30 - 18:00（1992年10月7日から） |                                                    |
| 石川県        | テレビ金沢         | 日本テレビ系列                | 水曜 17:00 - 17:30 | 1992年4月1日から1993年6月30日まで 半年の遅れネット |
| 静岡県        | 静岡第一テレビ     | 日本テレビ系列                | 水曜 6:00 - 6:30→水曜 5:15 - 5:45                                                                                     |                                                    |
| 関西広域圏    | よみうりテレビ     | 日本テレビ系列                | 不定期放送 （1991年12月は12日 - 20日まで、月曜 - 金曜 16:30 - 17:00）                                                 |                                                    |
| 山形県        | 山形放送           | 日本テレビ系列 テレビ朝日系列 | 金曜 17:30 - 18:00 |                                                    |

#### 第2作 主題歌
オープニングテーマ
「夢見るハート」（第1話-第37話）
作詞 - 森野律 / 作曲 - あみ啓三 / 編曲 - 長谷川智樹 / 歌 - 小森まなみ
前期オープニングテーマ。
「夢を抱きしめて」（第38話-第62話）
作詞 - 渡辺なつみ / 作曲 - 岡崎律子 / 編曲 - 西脇辰弥 / 歌 - 林原めぐみ
後期オープニングテーマ。
エンディングテーマ
「ダバダバFallin'Love」（第1話-第37話）
作詞 - 渡辺なつみ / 作曲 - 岡崎律子 / 編曲 - 長谷川智樹 / 歌 - 小森まなみ
前期エンディングテーマ。
「好きより大好きミンキースマイル!」（第38話-第61話）
作詞 - 渡辺なつみ / 作曲 - 岡崎律子 / 編曲 - 西脇辰弥 / 歌 - 林原めぐみ
後期エンディングテーマ。
「約束」（第62話）
作詞・作曲・歌 - 岡崎律子 / 編曲 - 長谷川智樹
最終回エンディングテーマ。
挿入歌
「いざや夢見る協同組合!」
作詞 - 渡辺なつみ / 作曲 - 岡崎律子 / 編曲 - 長谷川智樹 / 歌 - 千葉和臣、岡崎律子 / コーラス - ええだば少年少女合唱団
「ええだば音頭」
作詞 - 首藤剛志 / 作曲 - 岡崎律子 / 編曲 - 長谷川智樹 / 歌 - 林原めぐみ / コーラス - ええだばコーラス隊
「おやすみBaby」
作詞 - 小森まなみ / 作曲 - 岡崎律子 / 編曲 - 長谷川智樹 / 歌 - 小森まなみ
「魔法のシグナル」
作詞 - 小森まなみ / 作・編曲 - 丸尾めぐみ / 歌 - 小森まなみ featuring 諸岡ケンジ
「キュートにKISS」
作詞 - 小森まなみ / 作曲 - 伊藤銀次 / 編曲 - 風祭東 / 歌 - 小森まなみ
「三匹のうた」
作詞 - 湯山邦彦 / 作曲 - 岡崎律子 / 編曲 - 長谷川智樹 / 歌 - 横山智佐、真柴摩利、桜井敏治
「2人のマリンナーサ」
作詞 - 渡辺なつみ / 作曲 - 岡崎律子 / 編曲 - 長谷川智樹 / 歌 - 緒方賢一、横尾まり
「マリン▽マリン▽マリン」
作詞 - 小森まなみ / 作曲 - 岡崎律子 / 編曲 - 長谷川智樹 / 歌 - 小森まなみ
「モモとモモ」
作詞 - 首藤剛志、湯山邦彦、渡辺ひろし / 作曲 - 長谷川智樹 / 編曲 - 手塚理 / 歌 - 小山茉美、林原めぐみ
「夢のソネット」
作詞 - 渡辺なつみ / 作曲 - 岡崎律子 / 編曲 - 長谷川智樹 / 歌 - 林原めぐみ
MINKY MOMO IN 旅だちの駅
エンディングテーマ - 「Bon Voyage!」
作詞 - 岡崎律子 / 作曲 - 岡崎律子 / 編曲 - 岩本正樹 / 歌 - 林原めぐみ
イメージソング - 「Forever Dreamer」
作詞・作曲 - 松浦有希 / 歌 - 林原めぐみ

#### 第2作関連作品
TVシリーズ本編の設定に基づいていて、対応する映像作品がないものを挙げる。パロディ、オマージュ、企画物などには触れない。
『MINKY MOMO IN MARINENARSA』
地上に来る前のマリンナーサの女の子のお話。
文 - 首藤剛志 / 絵 - 野澤志織（スタジオライブ）（1992年 「魔法のプリンセス ミンキーモモ THIS IS ANIMATION SPECIAL」に収録）
『魔法のプリンセス ミンキーモモ 雪がやんだら…』
CDドラマ。盲目の画家とミンキーモモの恋愛。
（1992年 KICA-109 「魔法のプリンセス ミンキーモモ 雪がやんだら」）

#### ネット配信
- 2024年8月10日20:00から2025年4月5日23:59まで（予定）、それまで「葦プロダクションチャンネル」で配信された第1作に代わって本作が配信されている。本作も第1話のみ常時、第2話以降は2週間の期間限定、また本放送では未放映の第63・64・65話も配信されている。

| テレビ東京 木曜17:55 - 18:25枠                                                                             | テレビ東京 木曜17:55 - 18:25枠           | テレビ東京 木曜17:55 - 18:25枠                                  |
| 前番組 | 番組名                                   | 次番組                                                          |
| --- | ---------------------------------------- | --------------------------------------------------------------- |
| TEPCO天気情報 （平17:55 - 18:00） ゴールドライタン (18:00 - 18:30) ↓ マンガのくに（第2期） (17:55 - 18:55) | 魔法のプリンセス ミンキーモモ （第1作）  | 魔法のプリンセス ミンキーモモ （再放送） ↓ 面白情報テレビンビン |
| テレビ東京 土曜 7:30 - 8:00                                                                                |                                          |                                                                 |
| ？ | 魔法のプリンセス ミンキーモモ （再放送） | 新キャプテン翼 （OVA）                                          |

| 日本テレビ 水曜17時台前半枠 | 日本テレビ 水曜17時台前半枠                                                            | 日本テレビ 水曜17時台前半枠    |
| 前番組                      | 番組名                                                                                 | 次番組                         |
| --------------------------- | -------------------------------------------------------------------------------------- | ------------------------------ |
| からくり剣豪伝ムサシロード  | 魔法のプリンセス ミンキーモモ ↓ 魔法のプリンセス ミンキーモモ 夢を抱きしめて （第2作） | 陽あたり良好!（アニメ） （再） |

## コンピュータソフト

### 第1作関連ソフト
ミンキーモモのパニックボール（1985年）
対応機種：PC-8801, PC-8801mkII以降、発売元：徳間書店テクノポリス
モモを操作してフィールド内のボールを籠にキャッチしていく単純なアクションゲーム。
魔法のプリンセスミンキーモモ FANTASTIC WORLD（1995年）
対応機種：PC-9801VX以降、発売元：タキコーポレーション
主人公の少年となりモモと共に事件を解決するオムニバス形式のADVゲーム。
おまけのFDにはWindows用（BMP形式）の壁紙としてアニメのワンシーンを4枚収録。
Minky Momo Maniacs 全2巻（1995年）
対応機種：Windows 3.1 / Macintosh 漢字Talk7.1以降、発売元：ヤングコーポレーション
TV版第1作の全エピソードや設定資料音などを収録したデータベースソフト。
主として『1』が前期、『2』が総集編以降のデータを扱う。
書き下ろしの絵本風オリジナルストーリー「明日どうなる」が各巻に前後編で収録。
CR魔法のプリンセス ミンキーモモ（2004年）
発売元：タイヨーエレック
空モモを題材にしたパチンコ。
スーパーロボット大戦X-Ω（2015年）
対応機種：iOS / Android、配信元：バンダイナムコエンターテインメント
2020年10月に本作とのコラボイベントが開催。TV版第1作第31話に登場した合体ロボ・ ミンキナーサが登場する。

### 第2作関連ソフト
魔法のプリンセス ミンキーモモ リメンバードリーム（1992年7月29日）
対応機種：ファミリーコンピュータ、発売元：ユタカ
イベントとして様々なミニゲームが使われているアクションアドベンチャーゲーム。第2作を基にしたオリジナルストーリー。
原作の再現度が高く、キャラゲーとしての評価は良い。
魔法のプリンセスミンキーモモ 林原めぐみ（1997年）
対応機種：Windows 3.1, 95 / Macintosh 漢字Talk7.1以降、発売元：ヤングコーポレーション
TV版第2作の全エピソードや設定資料などを収録したデータベースソフト。
CD2枚組で、ディスク1にADV、ディスク2にミニゲームを収録。

## 書籍
- 1982年 『魔法のプリンセス ミンキーモモ 1 スチュワーデスにへんしん!』（ひかりのくに）
- 1982年 『魔法のプリンセス ミンキーモモ 1 ひとりぼっちのユニコーン』（小学館）
- 1982年 『魔法のプリンセス ミンキーモモ 2 ちていのくにのジャングル』（小学館）
- 1982年 『魔法のプリンセス ミンキーモモ 3 雪のせいのサラ』（小学館）
- 1983年 『PEACH BOOK いつかきっと』 アニメージュ文庫（徳間書店）
- 1983年 『ロマンアルバム 魔法のプリンセスミンキーモモ』（徳間書店）
- 1983年 『魔法のプリンセス ミンキーモモ』 ファンロード別冊（ラポート）
- 1983年 『魔法のプリンセス ミンキーモモNo. 2』 ファンロード別冊（ラポート）
- 1984年 『それからのモモ』 アニメージュ文庫（徳間書店）
- 1985年 『魔法のプリンセス ミンキーモモ 夢の中の輪舞』 アニメージュ文庫（徳間書店）
- 1992年 『魔法のプリンセス ミンキーモモ THIS IS ANIMATION SPECIAL』（小学館）
- 1994年 『ロマンアルバム 魔法のプリンセス ミンキーモモ』（徳間書店）

## 30周年プロジェクト
第1作放送より30周年を記念して『Fairy Princess MINKY MOMO NEW PROJECT（フェアリープリンセス・ミンキーモモ ニュープロジェクト）』が企画された。2009 - 2012年までを第1ステップ期間と設定し、3年間に亘るプロジェクトを展開される。キャンペーンガール『ぷっちモモ』として、小学2年生（2009年当初）の関谷樹愛瑠と猪狩美月を起用、キッズステーションの再放送終了後のミニ番組『ぷっちモモくらぶ』に出演している。小学館『ぷっちぐみ』ではプロジェクト連動の情報ページも掲載。

### ミュージカル
このミュージカルは放送30周年を記念して企画された。池袋サンシャイン劇場にて2010年4月29日 - 5月5日まで上演。脚本はオリジナル書き下ろしとなり、鏡の国ミラーナーサのプリンセスであるミンキーモモが主役となる。ダブルキャスティングの主人公の2人は『月刊デ☆ビュー』および携帯サイト『デビューしようよ』で一般公募された。2010年1月19日にサンシャイン噴水広場で記者発表が行われた。なお、アニメ版の原作・構成・脚本担当の首藤及びアニメ版の制作スタッフは本作のミュージカル化には一切関わっていない。

#### キャスト（ミュージカル）
- ミンキーモモ（大人） - 桂亜沙美
- ミンキーモモ（子供） - 一岡杏奈、勝沼美紅（ダブルキャスト）
- 犬のスケッチブック - 幸村吉也
- お猿のモンチャ - 大山貴世
- 小鳥のルピル - 服部杏奈
- 鏡の国の王様・パパ - 縄田晋
- 鏡の国の王妃・ママ - 横山智佐
- 畑の兄弟（ドロボウ） - 西村陽一、Velo武田
- ジョンソン先生（医者） - 森隆二
- アダムス警官 - 佑太
- ブリックス婦人 - 勝部裕子
- 町の人々（子供） - 日岡愛香、長澤夏実、小西香穂、渡部真鈴（以上4人はドリームミンキーズ）、安藤玲奈、相馬毬花
- セツ（説明係） - 関谷樹愛瑠（ぷっちモモ）
- メイ（説明係） - 猪狩美月（ぷっちモモ）
- ナイトメアー - 秋元才加 (AKB48)

#### ミュージカルスタッフ
- 原作 - プロダクションリード『魔法のプリンセス ミンキーモモ』 製作代表 - 佐藤俊彦
- 脚本・作詞 - 広井王子
- 演出 - 藤森一朗
- 作曲 - 中村友則
- 振付 - 伊藤大輔 / WAKAKO
- 舞台監督 - 熊谷豪
- 照明 - 倉本泰史
- 音響 - 川西秀一
- プロデューサー - 神田富雄、竹澤寿之

### リバイバル上映
2011年7月23日より『30周年記念 魔法のプリンセス ミンキーモモ パーティー』を開催。『fairy princess Minky Momo夢の中の輪舞』『MINKY MOMO IN 夢にかける橋』『MINKY MOMO IN 旅立ちの駅』がリバイバル上映。